# Nikos Gioutsos
Nikos Gioutsos (en griego: Νίκος Γιούτσος; Makrochori, Estado Helénico, 16 de abril de 1942-Atenas, Grecia, 7 de noviembre de 2023) fue un futbolista y entrenador de fútbol de Grecia que jugó en la posición de delantero centro.

## Carrera

### Club
| Periodo   | Club             | Apariciones | Goles |
| --------- | ---------------- | ----------- | ----- |
| 1960–1964 | Csepel SC        | 36          | 11    |
| 1964–1974 | Olympiacos FC    | 276         | 100   |
| 1974–1976 | Ethnikos Piraeus | 43          | 2     |

### Selección nacional
Jugó para Grecia en 15 ocasiones de 1965 a 1970 y anotó seis goles.

### Entrenador
Fue entrenador interino del Olympiakos FC en 1994.

## Muerte
Gioutsos murió en la capital Atenas el 7 de noviembre de 2023 a los 81 años. La causa de la muerte fue un edema pulmonar

## Logros
- Superliga de Grecia (4): 1965–66, 1966–67, 1972–73, 1973–74
- Copa de Grecia (4): 1964–65, 1967–68, 1970–71, 1972–73